# ميلان رادين
ميلان رادين (بالصربية: Милан Радин)‏ (25 يونيو 1991 بنوفي ساد في صربيا - ) هو لاعب كرة قدم صربي في مركز الوسط. لعب مع ملادوست لوتشاني ونادي فودوفاك ‏ وRFK Novi Sad 1921 ‏ وFK Radnički Nova Pazova ‏ وFK Senta ‏.

## وصلات خارجية
- ميلان رادين على موقع الاتحاد الأوربي (الإنجليزية)
- ميلان رادين على موقع قاعدة بيانات كرة القدم.إي يو (الإنجليزية)
- ميلان رادين على موقع ناشيونال فوتبول تيمز (الإنجليزية)
- ميلان رادين على موقع Soccerbase.com (لاعب) (الإنجليزية)
- ميلان رادين على موقع Soccerway.com (الإنجليزية)
- ميلان رادين على موقع عالم كرة القدم.نت (الإنجليزية)